# El carro de fenc
El carro de fenc és el títol atribuït al panell central d'un tríptic executat suposadament cap a 1516 pel pintor neerlandès Hieronymus Bosch (i el seu taller), i, per extensió, al tríptic mateix. Com els altres tríptics de Hieronymus Bosch, evoca, segons una perspectiva al·legòrica moralitzant que condemna al mateix temps que busca prevenir, el recorregut de la humanitat que cau en els vicis i en les temptacions terrenals, que representa metafòricament el carro de fenc, des del pecat original, al panell de l'esquerre, fins a la condemna als Inferns, sobre el panell de la dreta. A les persianes exterior tancades s'hi representa una versió del quadre de Bosch El caminant, que pot ser interpretat com una versió figurativa del mateix recorregut, de l'home sobre el camí sembrat de trampes de la vida.

## Les dues versions del Prado i l’Escorial
Hi ha dues versions del tríptic El Carro de fenc, totes dues conservades a Espanya. El primer es troba actualment al Museu del Prado a Madrid, el segon al claustre de l’El Escorial.

Jérôme Bosch, Tríptic de El carro de fenc, oli sobre taula, 147 x 212 cm, museu del Prado, Madrid
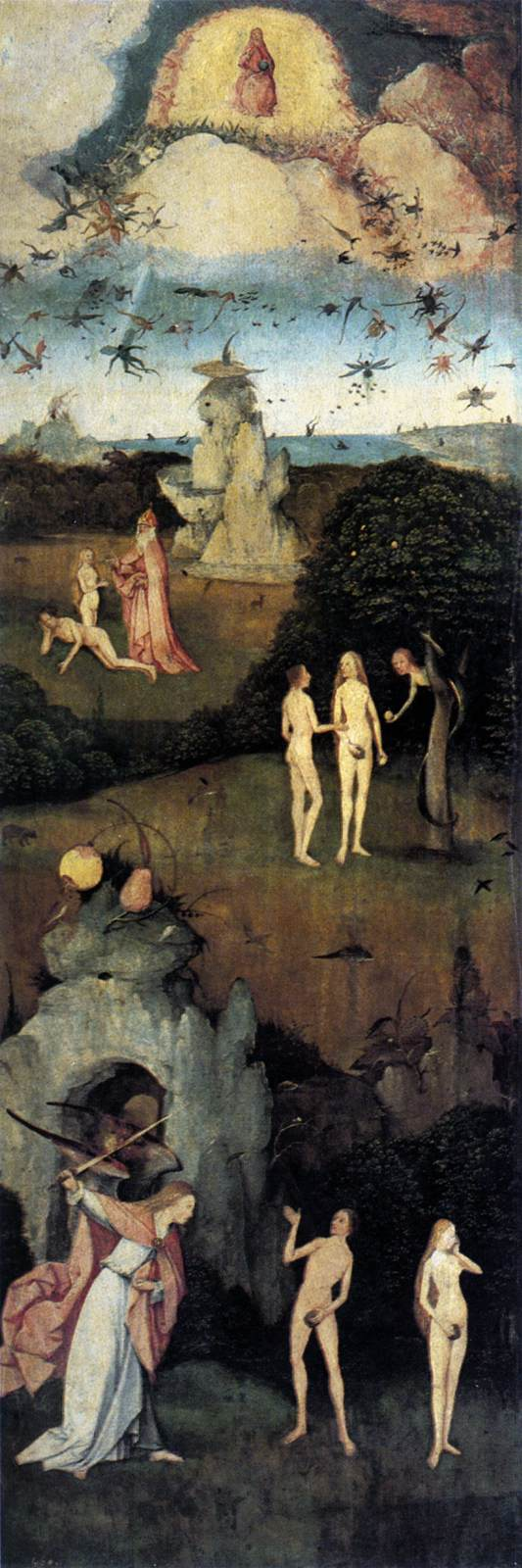
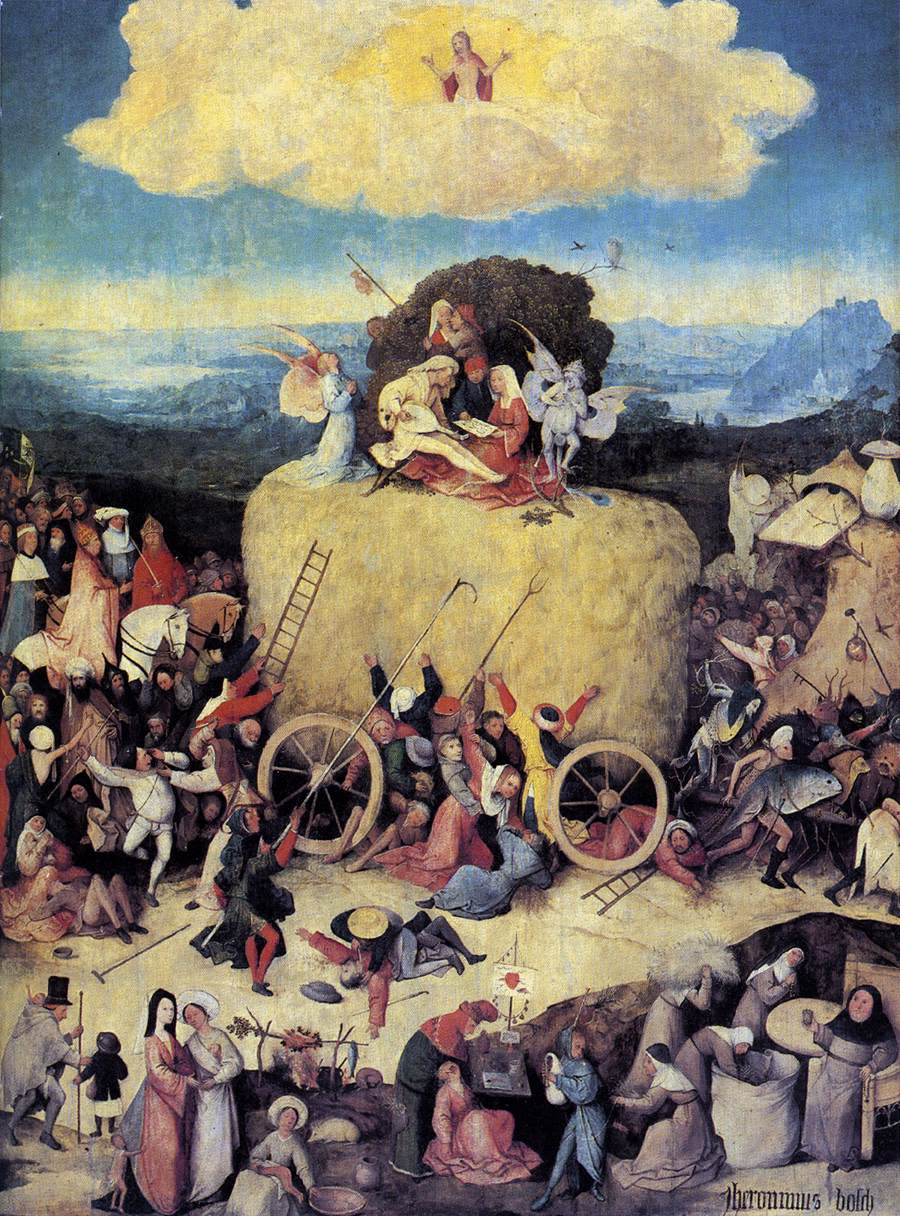
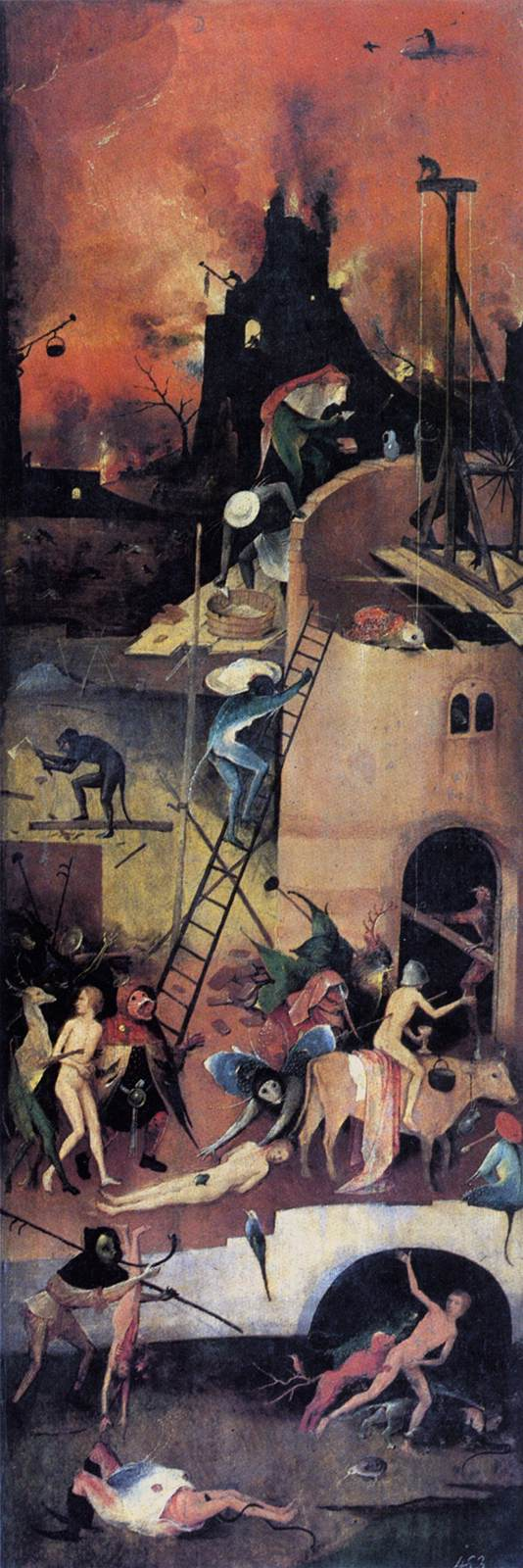

Tríptic de El carro de fenc, versió de l'Escorial
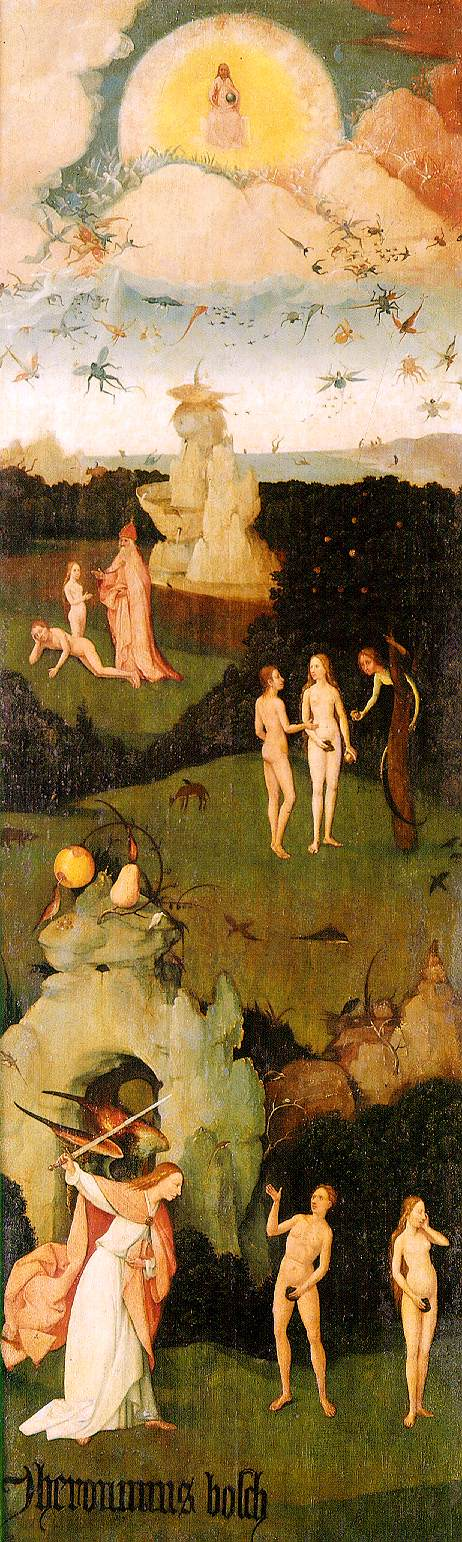
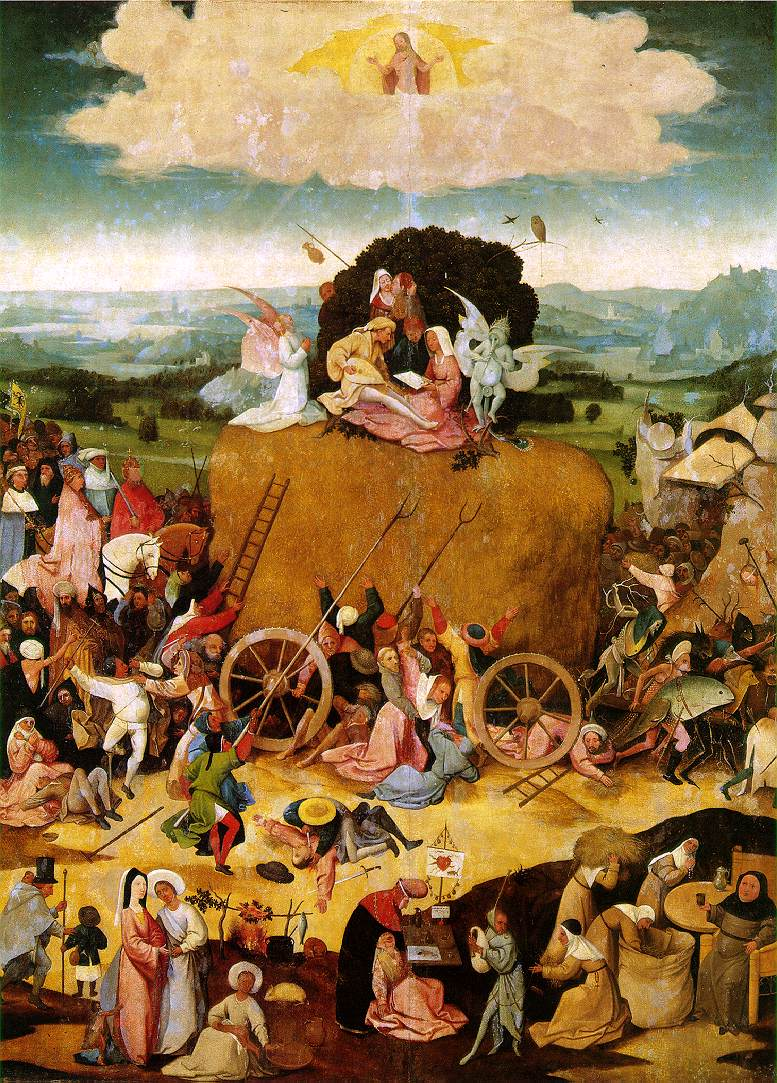
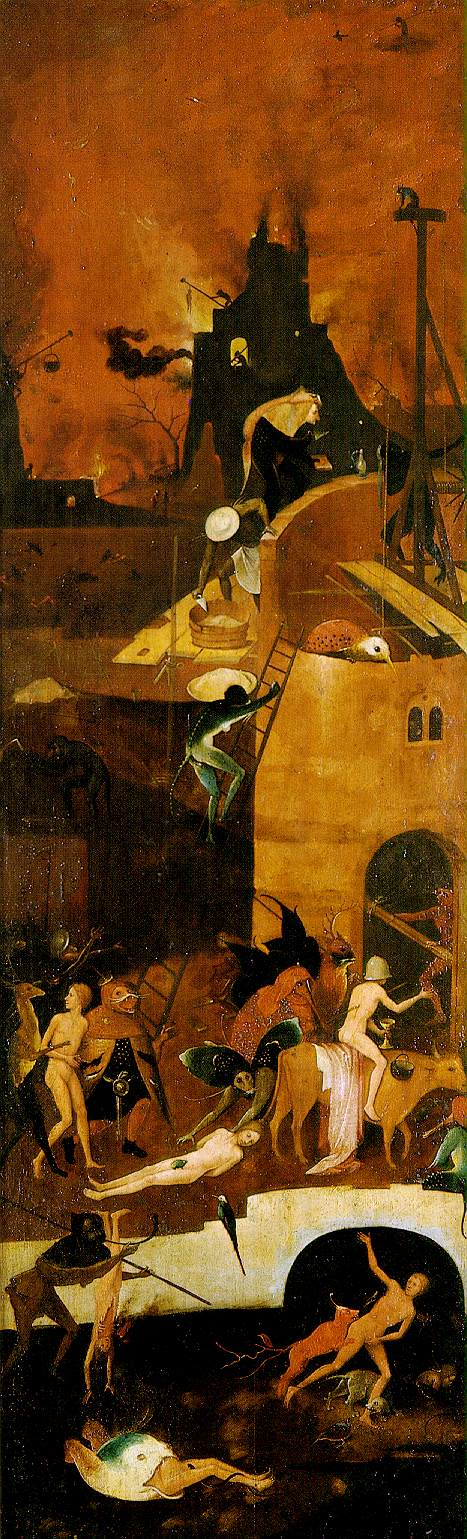

### Datació
La datació del tríptic és encara una qüestió d’hipòtesi, ja que cap document d’època no ha permès resoldre definitivament la qüestió. Diversos criteris, com l'estil general, que correspon a l'inici del període de maduresa del pintor (abans d'una obra mestra com el tríptic d’El jardí de les delícies), la signatura en lletres gòtiques "Jheronimus Bosch" (amb el nom llatinitzat i el pseudònim que fa referència a la ubicació del seu taller, situat a 's-Hertogenbosch), que és probablement la primera aparició coneguda a l'obra del pintor i que testimonia la internacionalització del seu clientela, així com el vestit vermell amb escot en punta i mànigues amples de la noble dona en primer pla a la part inferior esquerra del panell central, corresponent a la moda de principis XVI segle XVI segle, però, permeten situar la data de 1501-1502.

### Propietaris successius
Frédéric Elsig suggereix veure Diego de Guevara, un gran amant de la pintura, i propietari, en particular, d’El matrimoni Arnolfini de Jan van Eyck, patrocinador d’El carro de fenc. El seu fill Felip va vendre el tríptic, o una rèplica, a Felip II de Castella el 1570. El 1574 fou enviat a El Escorial, però a finals del segle XVIII s'enumeren dues versions, la primera encara a El Escorial, la segona a la Casa de Campo. Aquesta última versió entra a la col·lecció del marquès de Salamanca, abans de ser desmembrada: la part central la compra Isabel II d'Espanya el 1848 i pren la direcció d'Aranjuez; la part dreta va a El Escorial i la part esquerra al Museu del Prado, on els tres panells es tornen a unir des de 1914.

### Autenticitat de les dues versions
Els antics crítics coincidien a reconèixer a la versió de l’Escorial, signada a l’angle inferior esquerre del panell esquerre, com l’original, però els directors del Prado, Fernando Sotomayor i Sánchez Cantón, van avançar la hipòtesi contrària, a la qual se'ls van unir la majoria de crítics moderns, a causa de l'execució superior de la versió del Prado, signada a l'extrem inferior dret del tauler central.
El debat actualment no està completament resolt, i també concerneix la part del propi Hieronymus Bosch i la del seu taller, en particular per a l'execució de les ales exteriors.

## Identificació del subjecte: el significat metafòric del carro de fenc

### En la tradició popular holandesa

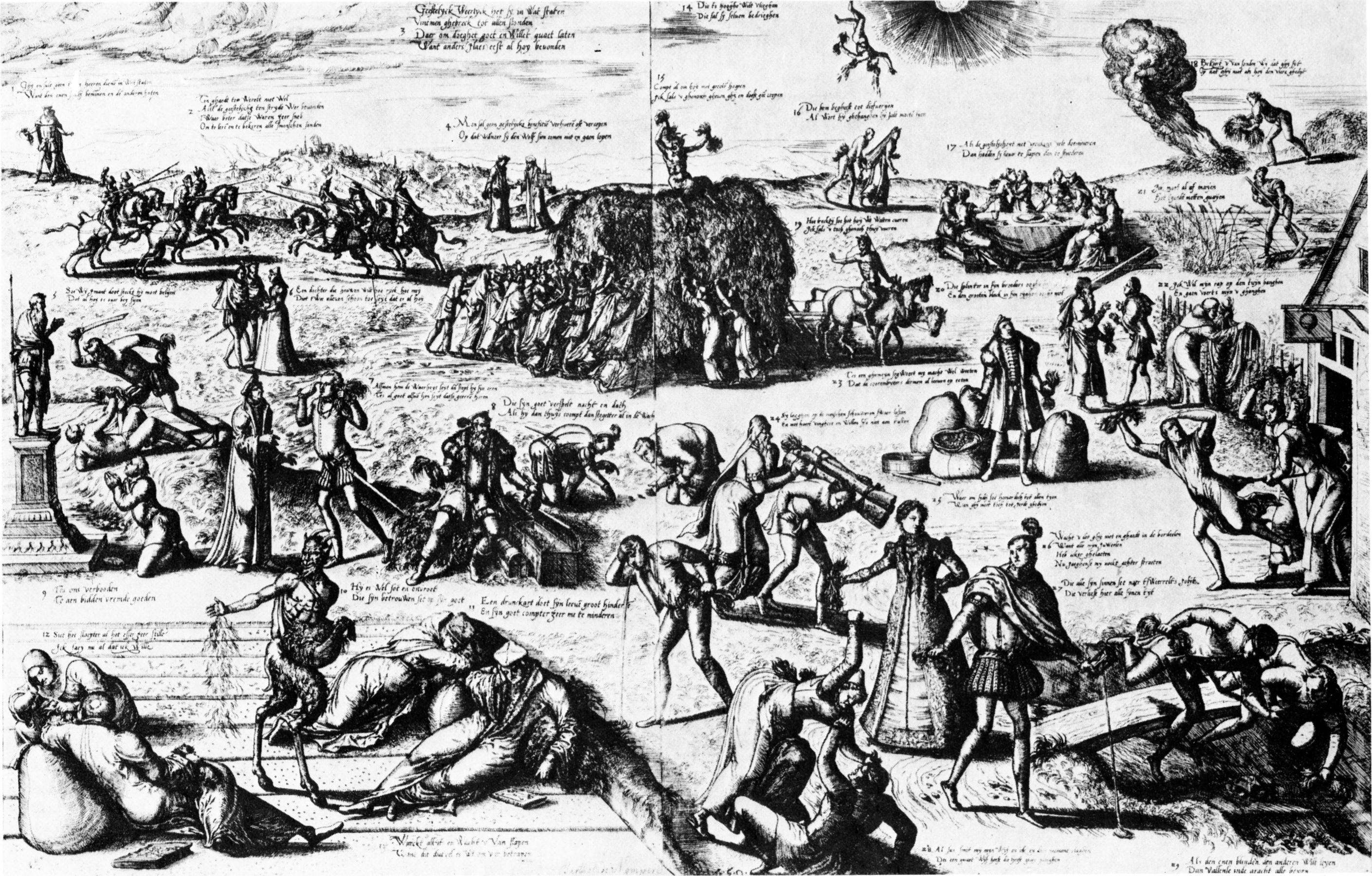
Bartholomäus de Momper, Tot és fenc, 1559, gravat, Brussel·les, Biblioteca Reial.

El tema escollit per Hieronymus Bosch correspon a una il·lustració en el sentit propi d’un refrany del folklore popular flamenc, citat per l’historiador de l’art Charles de Tolnay:" La vida és com un carro de fenc, cadascú agafa el que pot". Diverses expressions flamences associen el fenc a la vanitat dels béns terrenals: "Tot és fenc", proclama per exemple un gravat moralitzant de Bartholomäus de Momper que data del 1559. El paral·lelisme era prou clar i popular com per a que una processó tingués lloc a Anvers el 15 d'agost de 1953 denunciant l'avarícia a través de "un carro de fenc sobre el qual s'assenta un sàtir, i seguit de tota mena de gent que arrenca fenc, usurers, caixers, comerciants, perquè el guany terrenal és com el fenc."

### A la bíblia
L’al·legoria també es va entendre per observadors del segle xvi, com Ambrosio de Morales, que, després d’observar El carro de fenc a la col·lecció de Felip II d’Espanya, hi va veure una denúncia de la vanitat de la vida humana en comparació amb el "fenc que s'asseca i mor sense produir el fruit de la virtut."
La tradició bíblica té el mateix paral·lelisme entre l’herba i l’home condemnat, per exemple al Llibre d'Isaïes: «Tota carn és com l’herba i tota la seva brillantor com la flor del camp. L'herba es marceix, la flor s'esvaeix, quan el vent del Senyor hi bufa. -Certament, la gent és com l’herba: l'herba es marceix, la flor cau; però la paraula del nostre Déu perdura per sempre.» i el Llibre dels Salms: «Els meus dies marxen com una ombra i em marceixo com l'herba.»

### El carro i la nau del ximple
La imatge del carro apareix així a l’obra de Hieronymus Bosch com el símbol del camí equivocat des del misticisme medieval, que també és el cas en el text i les il·lustracions de diversos capítols (en particular del 30 al 40) de Das Narrenschiff de Sébastien Brant.

## Fortuna i ressonàncies de l'obra

### Influència a Gillis Mostaert

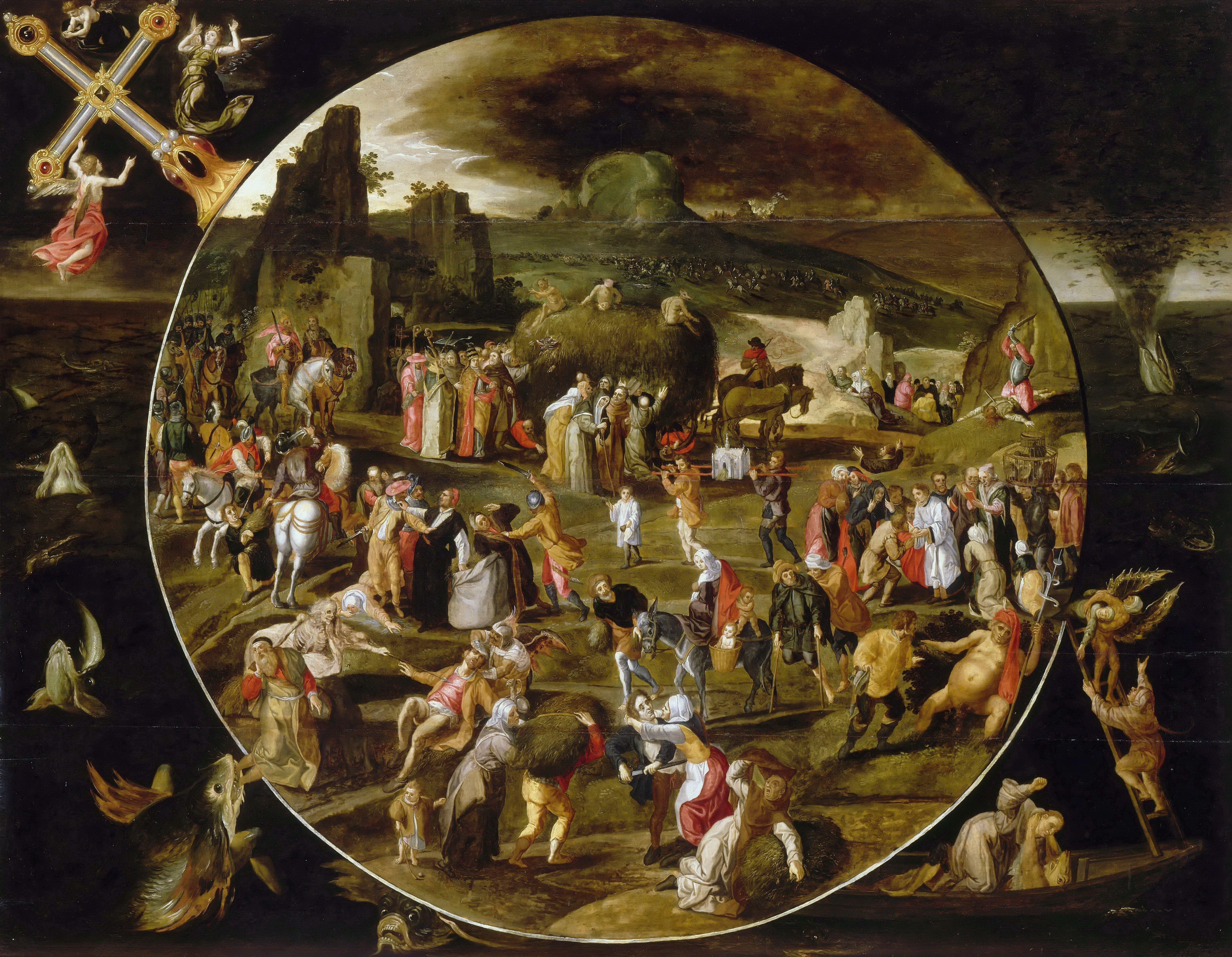
Gillis Mostaert, El carro de fenc, després de Jérôme Bosh

El tema al·legòric del vagó de fenc és brillantment reprès pel mestre d’Anvers Gillis Mostaert, gran admirador de Jérôme Bosh, en un quadre exposat al Louvre.

### Al·lusions aLa vida, manual d'úsde Georges Perec
A La vida, manual d'ús de Georges Perec, El carro de fenc de Hieronymus Bosch dona lloc a set "Al·lusions i detalls", de vegades molt primes, distribuïdes en els capítols següents:
- capítol 11: "[…] Un monjo, alt i baix, assegut, que tenia un calze a la mà dreta; va vestit amb una llarga túnica de color gris, amb un cordó; el cap i les espatlles estan atrapats en una caputxa negra [...]», p. 63[14]
- capítol 18: "[…] Un bou que porta a l'esquena un home nu, amb casc, que té a la mà esquerra un cibori.», p. 93 (al·lusió al tauler dret)
- capítol 47: "[…] La targeta que representa un home armat amb un pal, que porta una maleta i perseguit per un gos, que anomenem pal, és a dir, el boig.», p. 269 (al·lusió al tríptic tancat)
- capítol 71: "i el tirador de dents amb la seva gorra vermella i volants multicolors; i el gaitador que l'acompanyava i que bufava per les seves canonades el més fort possible i terriblement equivocat per ofegar els crits dels desafortunats pacients.», p. 425
- Capítol 74: "i monstres demoníacs amb cossos d’ocells, porcs o peixos», p. 447
- Capítol 90: "[…] El curiós emblema que, tota la vida, va associar a les seves activitats: una poma vermella en forma de cor travessada per un llarg cuc i envoltada de petites flames.», p. 551
- Capítol 93: "una mena de dimoni de cua llarga que elevava a la part superior d’una escala un gran altiplà rodó cobert de morter», p. 562 (al·lusió al tauler dret)